# San Luis Potosí-i székesegyház
A San Luis Potosí-i székesegyház a mexikói város egyik 18. századi barokk műemléke, a San Luis Potosí-i főegyházmegye központja.

## Története
San Luis Potosí első temploma 1592-ben épült fel vályogból, zsindelyfedéssel, már ugyanezen a helyen, ahol a mai székesegyház is áll. Ezt a régi épületet 1670-ben lebontották, majd még ugyanabban az évben az alapkőletétellel megkezdődött az új, ma is álló templom kivitelezése. A munkálatok irányítását 1701-től Nicolás Sánchez építész vette át, aki végül 1730-ra fejezte be azt teljesen.
Mivel a helyi bányászok egy része arany- és ezüstadományokkal segítette a templom feldíszítését, ezért számukra saját kriptákat létesítettek az épületben. 1840-ben jelentős átalakításon ment át a templom. Egyrészt megsemmisítették faragott fából készült, aranyozott oltárjait, a korlátokat, az arany gyertyatartókkal díszített ezüstcsillárt (amit még a bányászok adományoztak 1793-ban) és a tabernákulumot. 1854-ben IX. Piusz pápa létrehozta a San Lui Potosí-i püspökséget, ezáltal a templom székesegyházi rangra emelkedett, egyúttal megkezdődtek az 1866-ig tartó bővítési munkálatok is. Ezek során hosszabbították meg a hajókat addig, amíg ma is érnek (a Morelos utcáig), az oldalsó boltozatokat pedig elbontották, hogy helyettük újakat építsenek, amelyek már a főboltozattal azonos magasságúak lettek. A főoltár mögött kórust alakítottak ki, felújították az oltárokat és megépítették az új Szent Család-oltárt, és felállítottak egy Guadalajarában készült orgonát is.
1896-ban, Ignacio Montes de Oca y Obregón püspöki jubileumának alkalmából újabb díszítéseket végeztek el a templombelsőben és kialakították a ma is használt padlózatot. A boltozatok és a falak klasszicista díszei az olasz Claudio Molina és Giuseppe Compiani művei. Az épületnek eredetileg egy tornya volt, de 1910-ben, a mexikói függetlenségi háború kitörésének századik évfordulója alkalmából Montes de Oca püspök felépíttette a második, az északi tornyot is, ami a korábbinak pontos mása, csupán anyaga, ezáltal színe más. 1906-ban a homlokzati fülkékben álló 12 apostolszobrot, amelyek állapota már jelentősen leromlott, eltávolíttatta, és helyettük újakat készíttetett carrarai márványból: ezeket a Biagi testvérek készítették a római lateráni bazilika szobrai alapján.
A templomot 1935. november 16-án történelmi műemlékké nyilvánították. Az orgonát 1971-ben felújították, újraavatására 1971. augusztus 17-én került sor.

## Leírás
A templom a közép-mexikói San Luis Potosí történelmi belvárosában áll, a főtér, azaz a Plaza de Armas tér keleti oldalának déli felén. Kéttornyos főhomlokzata nyugatra, a tér felé néz. Az épület háromhajós, barokk stílusú, de megjelennek rajta a klasszicizmus jegyei is. Jellegzetességei a főkapu mellett párban, a tornyokon pedig hármasával álló csavart oszlopok, valamint a főhomlokzat 12 falfülkéjében és a tető szélén álló 12–12 apostolszobor: ezeknek köszönhetően a San Luis-i székesegyház egyedülálló a világon abból a szempontból, hogy rajta 24 apostolszobor található. A főbejárat fölött, az óra alatt egy kerek mezőben felirat hirdeti, hogy a templomot IX. Piusz pápa 1854-ben székesegyházi rangra emelte.
Belsejében, jobbra található Ignacio Montes de Oca y Obregón püspök márványból készült, reneszánsz stílusú síremléke. Az északi hajóban található a Paulai Szent Ferenc-oltár (más néven Lelkek oltára), a Rózsafüzér királynője-oltár, az eucharisztia-oltár, valamint a Virgen de los Dolores-oltár, amelynek sarkánál a három első helyi püspök síremléke kapott helyet. A főoltár egy Szent Lajos-ábrázolást és egy Szűz Mária-ábrázolást tartalmaz. Itt található még Szent Sebestyén szobra is, amely a római katakombákban található szobor pontos mása: alkotója Giuseppe Giorgetti.

## Képek

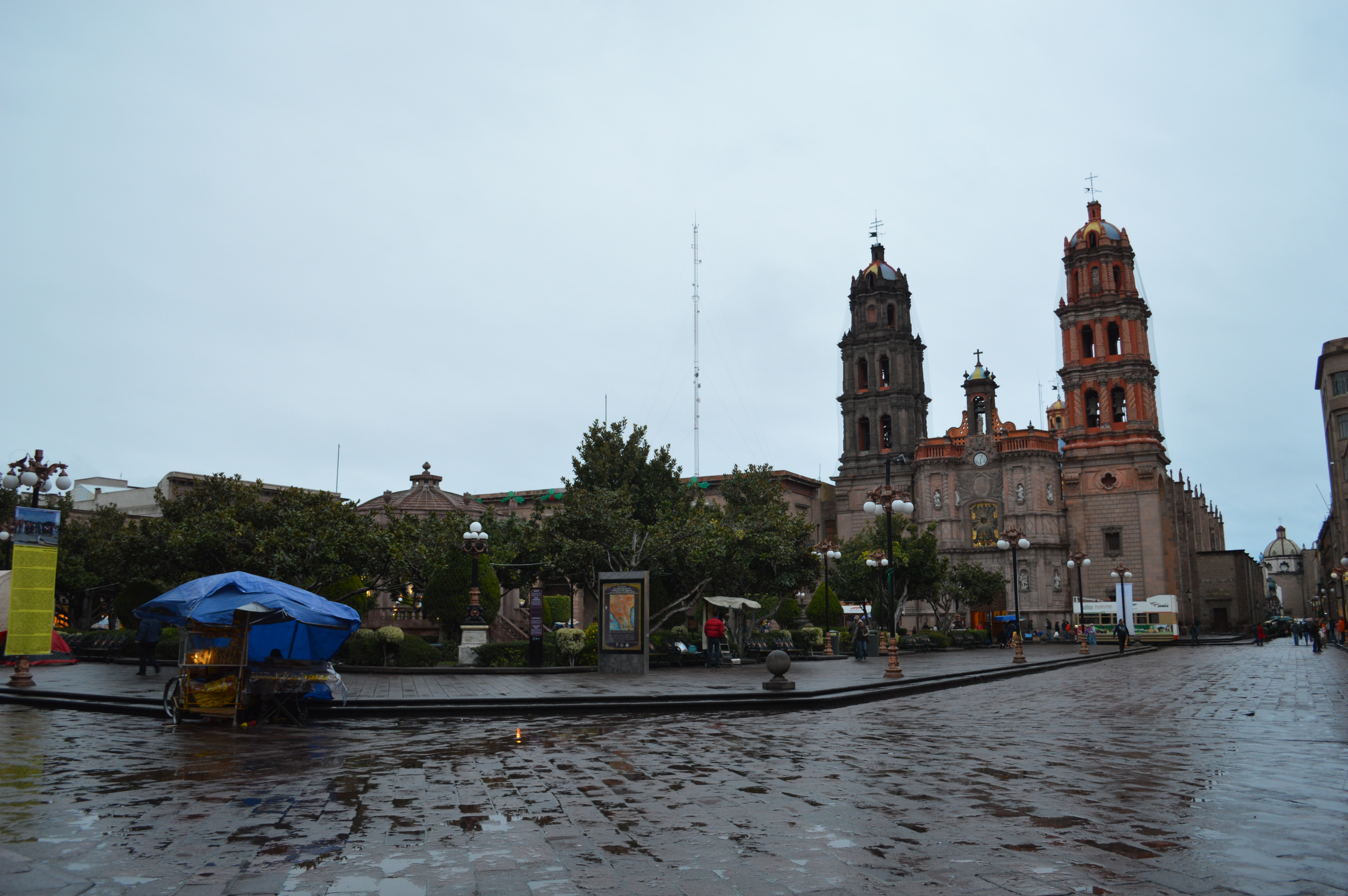
A templom és környezete
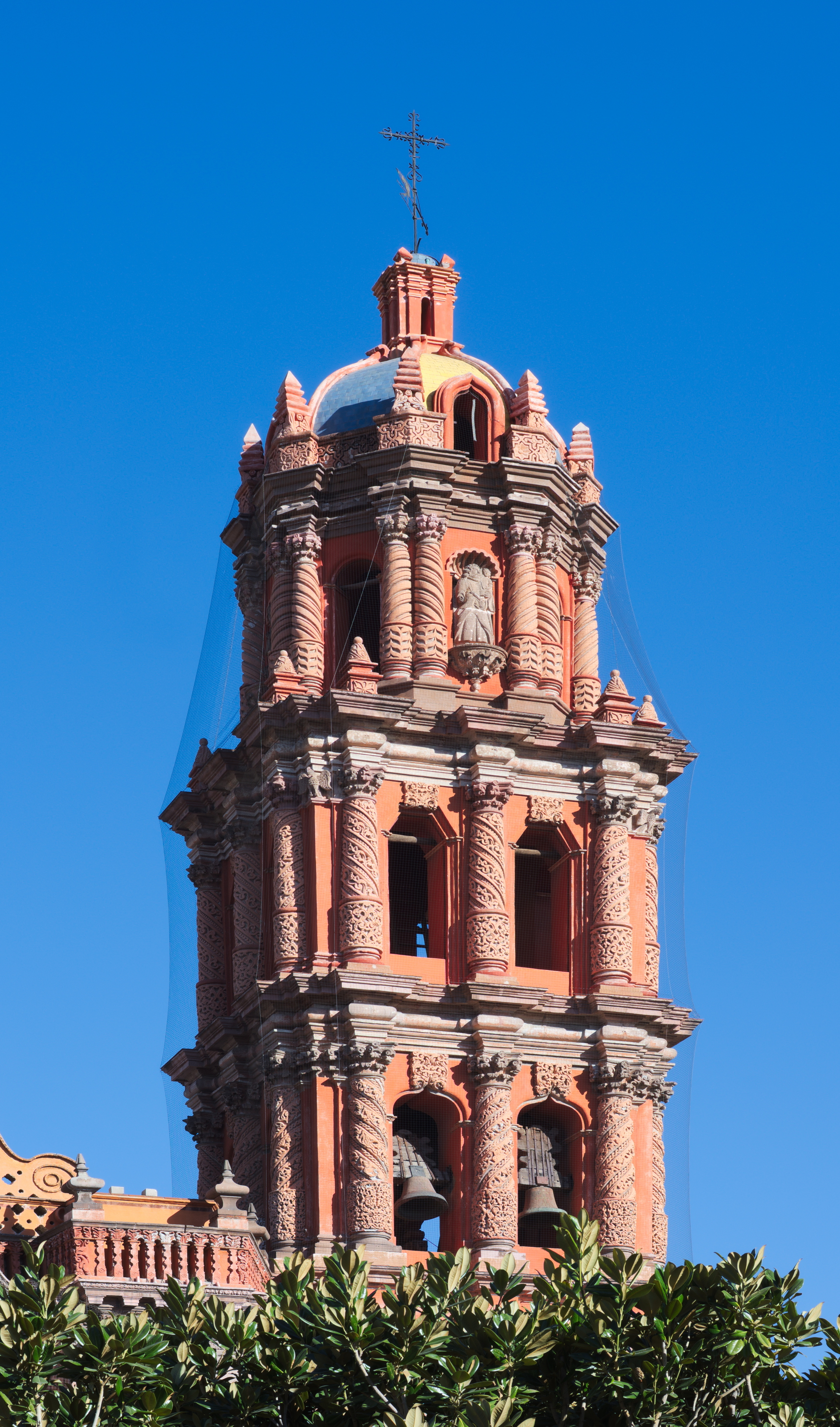
Torony
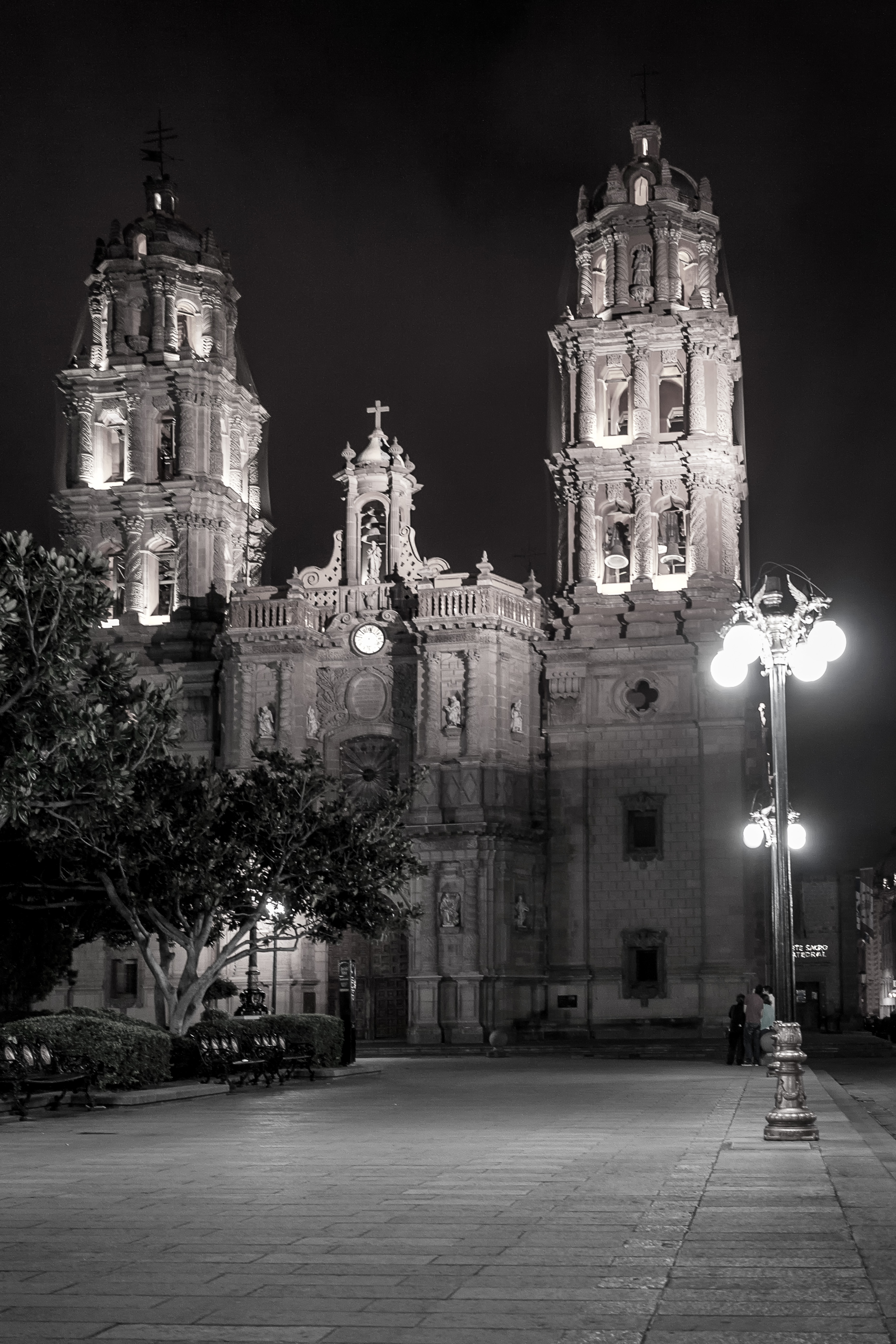
Éjjeli kivilágításban
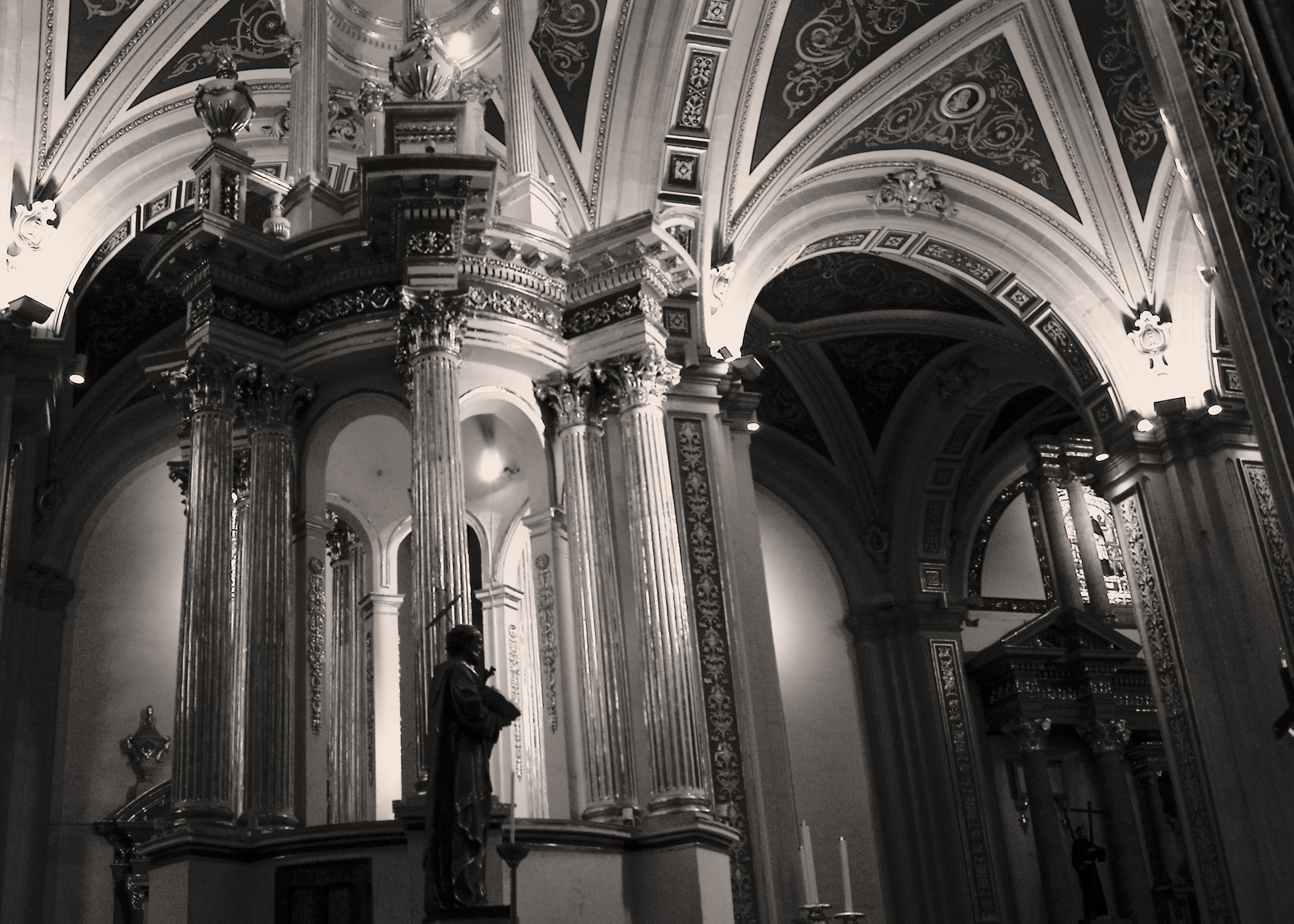
Belső kép